# 28452 Natkondamuri
28452 Natkondamuri è un asteroide della fascia principale. Scoperto nel 2000, presenta un'orbita caratterizzata da un semiasse maggiore pari a 2,3744661 UA e da un'eccentricità di 0,1928707, inclinata di 7,35425° rispetto all'eclittica.